# Unione Sportiva Milanese 1906-1907
Questa voce raccoglie le informazioni riguardanti l'Unione Sportiva Milanese nelle competizioni ufficiali della stagione 1906-1907.

## Stagione
La U.S. Milanese non riuscì a superare l'eliminatoria lombarda contro il Milan

## Divise
La maglia utilizzata per gli incontri di campionato a quadri bianche e nere.
| Manica sinistra · Maglietta · Maglietta · Manica destra · Pantaloncini · Calzettoni |

## Organigramma societario
Area direttiva
- Presidente: Romolo Buni
- Vicepresidente: Gilberto Marley
- Segretario: Carlo Legnazzi
- Vice-Segretario: Leonardo Acquati
- Cassiere: Giuseppe Vigorelli

Area tecnica
- Allenatore: Commissione Tecnica

## Rosa
| N. |                   | Ruolo | Calciatore        |
| -- | ----------------- | ----- | ----------------- |
|    | Italia (bandiera) | P     | Mario De Simoni   |
|    | Italia (bandiera) | D     | Emilio Colombo    |
|    | Italia (bandiera) | D     | Carlo Magno Magni |
|    | Italia (bandiera) | D     | Umberto Meazza    |
|    | Italia (bandiera) | D     | Attilio Pirovano  |
|    | Italia (bandiera) | C     | Armando Cremonesi |
|    | Italia (bandiera) | C     | Mario Ghinelli    |

| N. |                   | Ruolo | Calciatore         |
| -- | ----------------- | ----- | ------------------ |
|    | Italia (bandiera) | C     | Armando Morbelli   |
|    | Italia (bandiera) | C     | Felice Pinardi     |
|    | Italia (bandiera) | A     | Paolo Besana       |
|    | Italia (bandiera) | A     | Arturo Boiocchi    |
|    | Italia (bandiera) | A     | Alfredo Franziosi  |
|    | Italia (bandiera) | A     | Agostino Recalcati |
|    | Italia (bandiera) | A     | Franco Varisco     |

## Risultati

### Prima Categoria

#### Eliminatoria lombarda
| Arbitro: | Suter (Milano) |

|                      |           |  |
| Kilpin Imhoff Widmer | Marcatori |  |

| Arbitro: | Bertinetti (Vercelli) |

|  |           |           |
|  | Marcatori | 5’ Kilpin |

### Palla Dapples

#### Finale
| Arbitro: | Suter (Milano) |

|          |           |   |
| Widmer ? | Marcatori | ? |

| Arbitro: | Suter (Milano) |

|   |           |   |
| ? | Marcatori | ? |

### Coppa Lombardia

#### Semifinale
| Casteggio 21 ottobre 1906 Semifinale  | US Milanese | 2 – 1 | Genoa |  |
| \| \| \| \| \| ? \| Marcatori \| ? \| |             |       |       |  |
|                                       |             |       |       |  |
| ?                                     | Marcatori   | ?     |       |  |

#### Finale
| Arbitro: | Bertinetti (Vercelli) |

|            |           |  |
| Widmer 25’ | Marcatori |  |

## Statistiche

### Statistiche di squadra
| Competizione    | Punti | In casa | In casa | In casa | In casa | In casa | In casa | In trasferta | In trasferta | In trasferta | In trasferta | In trasferta | In trasferta | Totale | Totale | Totale | Totale | Totale | Totale | DR  |
| Competizione    | Punti | G       | V       | N       | P       | Gf      | Gs      | G            | V            | N            | P            | Gf           | Gs           | G      | V      | N      | P      | Gf     | Gs     | DR  |
| --------------- | ----- | ------- | ------- | ------- | ------- | ------- | ------- | ------------ | ------------ | ------------ | ------------ | ------------ | ------------ | ------ | ------ | ------ | ------ | ------ | ------ | --- |
| Prima Categoria | 0     | 1       | 0       | 0       | 1       | 0       | 1       | 1            | 0            | 0            | 1            | 0            | 6            | 2      | 0      | 0      | 2      | 0      | 7      | -7  |
| Palla Dapples   | -     | 0       | 0       | 0       | 0       | 0       | 0       | 2            | 0            | 0            | 2            | 2            | 6            | 2      | 0      | 0      | 2      | 2      | 6      | -4  |
| Coppa Lombardia | -     | 1       | 1       | 0       | 0       | 2       | 1       | 1            | 0            | 0            | 1            | 0            | 1            | 2      | 1      | 0      | 1      | 2      | 2      | 0   |
| Totale          | 0     | 2       | 1       | 0       | 1       | 2       | 2       | 4            | 0            | 0            | 4            | 2            | 13           | 6      | 1      | 0      | 5      | 4      | 15     | -11 |

### Statistiche dei giocatori
| Giocatore     | Prima Categoria | Prima Categoria |
| Giocatore     | Presenze        | Reti            |
| ------------- | --------------- | --------------- |
| P. Besana     | 2               | 0               |
| A. Boiocchi   | 2               | 0               |
| E. Colombo    | 2               | 0               |
| A. Cremonesi  | 2               | 0               |
| M. De Simoni  | 2               | -7              |
| A. Franziosi  | 2               | 0               |
| M. Ghinelli   | 0               | 0               |
| C. M. Magni   | 0               | 0               |
| U. Meazza     | 2               | 0               |
| A. Morbelli I | 2               | 0               |
| F. Pinardi    | 2               | 0               |
| A. Pirovano   | 2               | 0               |
| A. Recalcati  | 0               | 0               |
| F. Varisco    | 2               | 0               |